# Wii
Wii je ime Nintendove konzole koja je nasljednica konzole GameCube. Radno ime je bilo Revolution, izabrano zbog toga što je Nintendo uveo nove koncepte koji su po mišljenju Nintenda stvorili revoluciju u industriji videoigara. Na primjer upravljač, Wii Remote zna svoju točnu poziciju u tri dimenzije, što je inovativni koncept u konzolama, a radi dodatne točnosti na E3 2009. Nintendo je predstavio Wii Motion Plus dodatak koji se dodatno spaja na stare upravljače ili dolazi unutar novijih. Tvrtka Nintendo pustila je ovu konzolu u prodaju 19. studenog 2006., i do tada su samo šturi podatci bili objavljeni. Prema onome što je bilo dotada rečeno, mikroprocesor za Wii izradila je američka tvrtka IBM, dok je kanadska tvrtka ATI Technologies izradila grafički mikroprocesor. Isto je tako poznato da će konzola imati bežični ethernet Wi-Fi, te USB međuspojnik. Wii je također kompatibilan s GameCube-om tako da Wii može koristiti već postojeću biblioteku softvera kao i hardverske dodatke za GameCube. Nažalost, ta mogućnost je uklonjena u Family Edition (2011.) i Mini (2012.) modelima. Family Edition model je jednak originalu u svemu osim u kompatibilnosti s GameCube-om. Mini model nema mogućnost spajanja na Nintendo Wi-Fi.
Svjetska prodaja Wii konzole dosegla je 101.63 milijuna primjeraka.

## Igre
Neke od važnijih naslova za Wii su: 
- The Legend of Zelda: Skyward Sword (2011.)
- Wii Sports Resort (2009.)
- Wii Sports (2006.)
- Wario Ware: Smooth Moves (2007.)
- Fire Emblem: Radiant Dawn (2007.)
- Mario Kart Wii (2008.)
- Punch-Out (2009.)
- Red Steel 2 (2010.)
- Okami Wii (2008.)
- Monster Hunter Tri (2010.)
- Super Paper Mario (2007.)
- No More Heroes 2 (2010.)
- Resident Evil 4 (2007.)
- Silent Hill: Shattered Memories (2009.)
- Xenoblade Chronicles (2012.)
- New Super Mario Bros. Wii (2009.)
- The Legend of Zelda: Twilight Princess (2006.)
- Donkey Kong Country Returns (2010.)
- Super Mario Galaxy (2007.)
- Metroid Prime Trilogy (2009.)
- Super Smash Bros. Brawl (2008.)
- Super Mario Galaxy 2 (2010.)

## Vanjske poveznice
- Hrvatski Wii portal  Arhivirana inačica izvorne stranice od 14. veljače 2019. (Wayback Machine)